# Anthurium upalaense
Anthurium upalaense är en kallaväxtart som beskrevs av Thomas Bernard Croat och R.A.Baker. Anthurium upalaense ingår i släktet Anthurium och familjen kallaväxter. Inga underarter finns listade.